# François Imbeau-Dulac
François Imbeau-Dulac (Vanier, 9 de diciembre de 1990) es un deportista canadiense que compite en saltos de trampolín.
Ganó tres medallas en el Campeonato Mundial de Natación entre los años 2015 y 2019, y dos medallas de plata en los Juegos Panamericanos, en los años 2015 y 2019.

## Palmarés internacional
| Campeonato Mundial   | Campeonato Mundial      | Campeonato Mundial | Campeonato Mundial         |
| Año                  | Lugar                   | Medalla            | Prueba                     |
| -------------------- | ----------------------- | ------------------ | -------------------------- |
| 2015                 | Kazán (Rusia)           | Medalla de plata   | Trampolín 3 m sincro mixto |
| 2017                 | Budapest (Hungría)      | Medalla de bronce  | Trampolín 3 m sincro mixto |
| 2019                 | Gwangju (Corea del Sur) | Medalla de plata   | Trampolín 3 m sincro mixto |
| Juegos Panamericanos |                         |                    |                            |
| Año                  | Lugar                   | Medalla            | Prueba                     |
| 2015                 | Toronto (Canadá)        | Medalla de plata   | Trampolín 3 m sincro       |
| 2019                 | Lima (Perú)             | Medalla de plata   | Trampolín 3 m sincro       |